# Gammaropsis dentatus
Gammaropsis dentatus är en kräftdjursart som beskrevs av Édouard Chevreux 1900. Gammaropsis dentatus ingår i släktet Gammaropsis och familjen Isaeidae. Inga underarter finns listade i Catalogue of Life.